# Tutte le mattine del mondo (film)
Tutte le mattine del mondo (Tous les matins du monde) è un film del 1991 diretto da Alain Corneau, tratto dall'omonimo romanzo di Pascal Quignard, adattato per il cinema dall'autore stesso insieme al regista.
È stato presentato in concorso al Festival di Berlino 1992, è stato candidato come miglior film straniero ai Golden Globes ed ha vinto sette Premi César.

## Trama
Tutte le mattine del mondo è la storia di due musicisti, legati da un intenso e contraddittorio rapporto maestro-allievo: Marin Marais – compositore vissuto tra XVII e XVIII secolo, dapprima allievo di Jean-Baptiste Lully e poi musicista da camera del re Luigi XIV – e la misteriosa figura di Monsieur de Sainte Colombe.
La vicenda è narrata in flashback dallo stesso Marais a un piccolo gruppo di suoi allievi e ripercorre le tappe della sua formazione come musicista di viola da gamba, il ritorno all'umile casa natale, l'aspirazione a diventare un musicista celebre, le prime lezioni e quindi l'incontro con quello che ritiene il suo vero maestro, Monsieur de Sainte Colombe.
L'anziano Sainte Colombe disdegna uomini e libri e vive solo dell'amore per la musica e nel ricordo straziante della moglie, morta senza di lui molti anni prima. Pur riconoscendo le doti di virtuoso di Marais, il maestro si rifiuta di dargli lezioni poiché a suo avviso non sarà mai un vero musicista. Solo dopo l'intervento della sua figlia maggiore Madeleine, si convince ad accordare al giovane il privilegio delle sue lezioni. Madeleine, attratta da Marais, lo appoggerà e lo guiderà nello studio della viola per poi concedersi a lui con passione.
Lo scontro più duro tra maestro e allievo si ha in seguito a un'esibizione di Marais dinanzi al re, episodio che ne rivela appieno le ambizioni mondane e l'aspirazione al successo personale.
Intanto Madeleine dà alla luce un bambino nato morto e si lascia deperire a seguito dell'abbandono di Marais, il quale finirà per sposare l'altra figlia di Sainte Colombe.
Molti anni dopo Madeleine si suicida dopo aver ascoltato un'ultima volta un'Aria dedicata a lei, la sognatrice, suonata dallo stesso Marais al suo capezzale.
Da quel momento, le notti inquiete di Marais lo portano sempre più spesso a spiare Sainte Colombe alla porta del suo capanno, come aveva fatto da ragazzo per carpirgli i segreti della sua arte, finché una notte il maestro lo accoglie nel suo eremo e gli impartisce una lezione sulla musica e sul suo terribile potere, oltre ad eseguire con lui in duo Le lacrime, un'aria che egli ha scritto per la moglie e che negli anni sembra aver avuto il potere di riportargliela dalla tomba. Nell'epilogo, il maestro riconosce finalmente Marais come allievo e si dice pronto a impartirgli la prima vera lezione.

## Colonna sonora
La colonna sonora del film è curata da Jordi Savall ed interpretata dall'orchestra Le Concert des Nations, diretta dallo stesso Savall, costituita da Savall, Christophe Coin e Jerome Hantai alle viole da gamba, i soprano Montserrat Figueras e Maria-Cristina Kiehr, Rolf Lislevand alla tiorba e Pierre Hantai a clavicembalo e organo.
Comprende i seguenti pezzi: 
- Sainte Colombe: 
  - Les pleurs
  - Gavotte du tendre
  - Le retour
- Marin Marais:
  - Improvvisazione sulle Folies d'Espagne
  - L'arabesque
  - Le Badinage
  - La rêveuse
- Jean-Baptiste Lully: Marche pour la cérémonie des Turcs
- François Couperin: Troisième leçon de Ténèbres
- Jordi Savall
  - Prélude pour Monsieur Vauquelin
  - Une jeune fillette da una melodia popolare
  - Fantaisie en mi mineur da un anonimo del XVII secolo

## Riconoscimenti
- 1993 - Golden Globe
  - Nomination Miglior film straniero (Francia)
- 1992 - Premio César
  - Miglior film a Alain Corneau
  - Migliore regia a Alain Corneau
  - Migliore attrice non protagonista a Anne Brochet
  - Migliore fotografia a Yves Angelo
  - Migliori costumi a Corinne Jorry
  - Miglior sonoro a Anne Le Campion, Pierre Verany, Pierre Gamet e Gérard Lamps
  - Miglior colonna sonora a Jordi Savall
  - Nomination Miglior attore protagonista a Jean-Pierre Marielle
  - Nomination Miglior promessa maschile a Guillaume Depardieu
  - Nomination Migliore sceneggiatura a Pascal Quignard e Alain Corneau
  - Nomination Miglior montaggio a Marie-Josèphe Yoyotte

- 1992 - Festival di Berlino
  - Nomination Orso d'oro a Alain Corneau
- 1991 - Premio Louis-Delluc